# Aurila amygdala
Aurila amygdala is een mosselkreeftjessoort uit de familie van de Hemicytheridae. De wetenschappelijke naam van de soort is voor het eerst geldig gepubliceerd in 1944 door Stephenson.